# کواک جونگ ووک
کواک جونگ ووک (کره‌ای: 곽정욱؛ زادهٔ ۱۲ ژوئن ۱۹۹۰) بازیگر اهل کره جنوبی است.

## زندگی شخصی
در ۲۴ ژانویه ۲۰۲۲، تأیید شد که کواک و پارک سه-یونگ در اواسط ماه فوریه ازدواج خواهند کرد و مراسم آنها به صورت خصوصی در سئول، کره جنوبی برگزار خواهد شد. این دو بازیگر یکدیگر را در طی فیلمبرداری مجموعه مدرسه ۲۰۱۳ ملاقات کردند، و از چند سال قبل باهم قرار می‌گذاشتند.